# Guilherme de Harcourt
Guilherme de Harcourt (1100 – 1124), foi um nobre da França medieval, tendo sido detentor de vários títulos nobiliárquicos e senhorios.

## Biografia
Foi Senhor de Harcourt, de Cailleville, de Beauficel, de Bourgtheroulde-Infreville, de Boissey-le-Châtel, de Lisors, de Bouville e de Renneville.

## Relações familiares
Foi filho de Robert II de Harcourt, Senhor de Harcourt e de Colette de Argouges. Casou com Hue de Amboise de quem teve:
1. Roberto II de Harcourt "O Valente" (Meulan, Normandia, França 1142 — Poitiers 16 de Outubro de 1204), senhor de Harcourt casado com Joana de Meulan, Senhora de Beaumont-le-Roger, Meulan e de Brionne, filha de Roberto II de Meulan (1142 - 16 de Outubro de 1204) e de Matilde da Cornualha, filha de Reginaldo de Dunstanville, Conde da Cornualha, filho ilegítimo de Henrique I de Inglaterra, e de Beatriz de FitzRichard.[1]
2. Ivo de Harcourt sucedeu a seu pai nas possessões em Inglaterra.
3. Nicolas de Harcourt, Senhor de Bouville,
4. Rogerio de Harcourt (?- 1163), Senhor de Renneville,
5. Guilherme de Harcourt, Senhor de Ouville, referido como tendo um feudo em Inglaterra,
6. Renaud de Harcourt, copeiro do rei Filipe II de França,
7. Alberède de Harcourt
8. Alice de Harcourt, casou com Roberto de Montfort, Senhor de Beaudesert.
9. Eve de Harcourt, Senhora de Lisors, casada com Guilherme III Crespin, Senhor de Bec-Crespin, de Dangu e de Etrepagny.
10. Beatrix de Harcourt, casou com Roberto de Basset.